# نیروگاه قم
نیروگاه سیکل ترکیبی قم (در کیلومتر ۱۵ جاده قم - اراک و در جنوب غربی شهرستان قم، تأسیس ۱۳۷۲)، یکی از نیروگاه‌های ایران از نوع سیکل ترکیبی با ظرفیت تولید ۷۱۴ مگاوات است که شامل ۴ واحد گازی ۱۲۸٫۵ مگاواتی ساخت شرکت صنایع سنگین میتسوبیشی و ۲ واحد بخار ۱۰۰ مگاواتی شرکت ABB آلمان در زمینی به مساحت  ۲۲۰ هکتار است. گفتنی است بخشی از تجهیزات و تأسیسات این نیروگاه توسط صنایع آذرآب اراک ساخته و نصب گردیده‌است.
سوخت اصلی نیروگاه گاز طبیعی است که از خط لوله سراسری تأمین می‌شود که در موارد خاص و فصل زمستان که فشار گاز کم باشد از سوخت کمکی گازوئیل استفاده می‌شود که ذخیره‌سازی سوخت گازوئیل از ۴ مخزن با ظرفیت ۱۱۷ میلیون متر مکعب استفاده می‌کند.
این نیروگاه موفق به اخذ اولین گواهی استاندارد معیار مصرف انرژی نیروگاهی در کشور با گرید انرژی D از سازمان ملی استاندارد (اداره کل استاندارد استان قم) گردیده است.

## روزشمار ساخت نیروگاه قم
واحدهای گازی در سال ۱۳۷۲ وارد مدار شدند و اولین واحد بخش گاز در ۴ تیر ۱۳۷۲ با شبکه پارالل شد. واحدهای بخار نیز در سال ۱۳۷۶ و ۱۳۷۷ وارد مدار شدند.

## واگذاری به شرکت صنایع برق و انرژی صبا
این نیروگاه در سال ۱۳۸۹ از طریق سازمان خصوصی‌سازی به گروه صبا عرضه شد. شرکت صنایع برق و انرژی صبا از زیرمجموعه‌های بنیاد مستضعفان است. این شرکت از سال ۱۳۸۳ شروع به فعالیت در صنعت برق از طریق مشارکت بخش خصوصی کرده‌است. اکنون این شرکت به همراه یازده شرکت زیر مجموعه خود و در اختیار داشتن چندین نیروگاه بزرگ کشور به عنوان یکی از شرکت‌های بزرگ و فعال در این حوزه به حساب می‌آید.
اکنون این شرکت با تولید برق در نیروگاه‌های قم، خرم‌آباد، زرگان، علی‌آباد کتول، چابهار، خرمشهر و زنجان بیش از ۴۱۰۰ مگاوات برق (تا سال ۱۳۹۳) را به شبکه سراسری عرضه می‌نماید.